# Никола Орсини
Никола Орсини (грч. Νικολαος Ορσινι) (умро 1323) је био гроф Кефалоније (1317—1323) и епирски деспот (1318—1323). Син грофа Јована I Орсинија и епирске принцезе, Марије Ласкарис Анђел, наследио је свог оца после његове смрти, а следеће године је убио свог ујака деспота Тому I Комнина Дуку и узурпирао његову власт над Епиром. Међутим, иако је могао да обезбеди своју контролу над јужним Епиром, север са градом Јањином је преузело Византијско царство. Николини покушаји да се удружи са Млетачком Републиком и поврати Јањину су пропали, а њега је убио његов брат Јован II Орсини 1323. године.

## Биографија
Никола је био син Јована I Орсинија, грофа Кефалоније, и Марије, ћерке деспота Нићифора I Комнина Дуке, епирског деспота и принцезе Марије Ласкарис. Његов отац владао је Кефалонијом као вазал краља Карла II Напуљског. Никола је наследио оца након смрти 1317. године, али је, за разлику од својих претходника, био заинтересованији за интервенцију у епирским земљама него за управу над латинским поседима у јужној Грчкој. Његов отац је управљао Кефалонијом као вазал напуљског краља Карла II и стекао је Леуку као мираз своје жене. Јован је имао блиске односе са својим тастом, а са супругом је живео на епирском двору у Арти до 1303. године, када је Јован наследио свог оца грофа Ричарда Орсинија. Јован се ипак придружио нападима на Епир које су наредили његови анжујски сизерени, напуљски краљ Карло II и кнез Филип I од Тарента 1304. и 1306. године. Изгледа да је гроф Јован I играо улогу у подстицању ових напада, очигледно са циљем да постане нови владар Епира. Године 1318. изненадио је и убио свога ујака деспота Тому I Комнина Дуку, Нићифоровог и Аниног сина и наследника на епирским територијама. Потчинио је епирску државу, односно крајеве око Арте. Да би учврстио своју позицију, међу локалним становништвом, Никола је прихватио православље, користио се грчким језиком и оженио се удовицом свога ујака, деспином Аном Палеолог, ћерком византијског цара - савладара Михаила IX Палеолога, односно унуком цара Андроника II Палеолога. Понео је титулу деспота. Иако му је деспина Ана била ујна, изгледа да је Црква прећутно пристала на њихов брак. Историчар Доналд Никол сугерише да је деспина Ана можда била умешана у Томино убиство, јер ју је он малтретирао.
Никола је ступио у вазални однос према анжујском господару Јовану Гравини, сину краља Карла II и краљице Марије Угарске. Северни Епир, са центром у Јањини, одбио је да призна Николину власт, након убиства деспота Томе I већ је прихватио византијску управу. Анжуjци нису у потпуности поздравили Николин поступак, јер су се сукобили са сопственим претензијама на Епир. Док се Никола 1318. године заклео на верност новом кнезу Ахаје, кнезу Јовану Гравину, као његовом феудалном господару, наредне године, када је био подстакнут да ода почаст и као владар Епира, он је то одбио.  Никола је чекао смрт своје жене Ане и избијање грађанског рата у Византији, између цара Андроника II и његовог унука, да нападне Византију. Он покушава да заузме Јањину, али безуспешно. Ступио је у савез са Млетачком републиком. Када је деспот Никола послао посланство код цара Андроника II да тражи признање свог новог статуса, цар је пристао да му додели титулу деспота (1319/20. године), у замену за Николино обећање да ће признати губитак Јањине. У међувремену, деспот Никола је покушао да склопи савез са Републиком Венецијом, која је имала широке комерцијалне и политичке интересе на том подручју. У мају 1320. године, послао је амбасадоре у Венецију, нудећи да призна млетачку власт и преда или уносна рибарска подручја око језера Бутринт, или плантаже шећерне трске у Парги. Не желећи да изазову сукоб са Византијом, Млечани су то љубазно одбили. Ипак, већ 1320. године, деспот Никола је почео да узнемирава византијске области у Епиру, а његове везе са византијским двором су престале када му је исте године умрла супруга деспина Ана Палеолог.
Након избијања византијског грађанског рата убрзо након тога, деспот Никола је видео одличну прилику да поврати северни Епир. За кратко време опседао је Јањину. Помогли су му Млечани, који су под командом Ђованија Микијела опортунистички напали луку Валона. Ипак, оба напада су одбили византијски гарнизони. Нарочито у Јањини, локални грађани су жељно учествовали у одбрани како свог града, тако и широких привилегија које им је доделио цар Андроник II.
Убијен је од стране свог брата Јована II Орсинија, 1323. године.